# A Lover's Stratagems
A Lover's Stratagems è un cortometraggio muto del 1908 diretto da George D. Baker, qui in una delle sue prime regie.

## Produzione
Il film fu prodotto dalla Vitagraph Company of America.

## Distribuzione
Distribuito dalla Vitagraph Company of America, il film - un cortometraggio di 180 metri - uscì nelle sale cinematografiche statunitensi il 24 novembre 1908. Nelle proiezioni, veniva programmato con il sistema dello split reel, accorpato in un'unica bobina con un altro cortometraggio della Vitagraph, The Peasant Girl's Loyalty.